# Hypnotisören
Hypnotisören is een speelfilm uit 2012 geregisseerd door Lasse Hallström. Het is de eerste film sinds de jaren tachtig die hij weer in Zweden maakte. De film is gebaseerd op het gelijknamige boek van Lars Kepler.

## Rolverdeling
- Tobias Zilliacus als Joona Linna
- Mikael Persbrandt als Erik Maria Bark
- Lena Olin als Simone Bark
- Eva Melander als Magdalena